# Estación Buin Zoo
Buin Zoo es una estación del Tren Rancagua-Estación Central ubicada en la comuna de Buin. Formaba parte de la Línea Troncal Sur de la Empresa de los Ferrocarriles del Estado (EFE). Es la continuadora de la estación Los Guindos (a efectos de la movilización de los trenes se conserva la disposición de las vías y el nombre).

## Historia

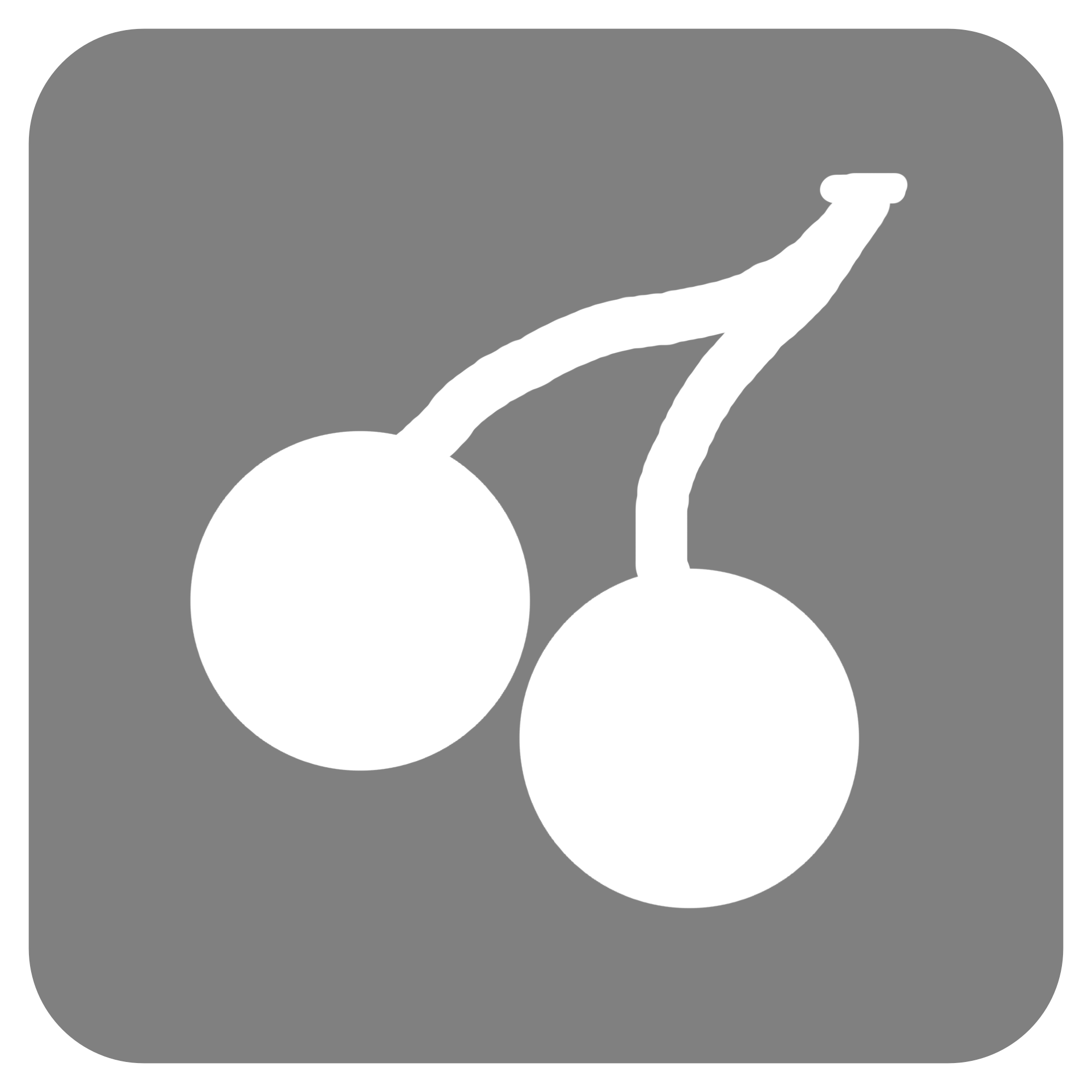
Pictograma que identificaba a la estación en 2001.

### sigloXIX
La estación originalmente se llamaba Guindos (también llamada Los Guindos); se creó cerca de 1858-1859 en lo que era el departamento de Maipo y en la línea del ferrocarril de la ciudad de Santiago al sur; distando de ella 30 kilómetros hacia este mismo punto, y dos al norte de la estación de Buin. Era paradero de un fundo de su nombre.
En 1889 llega el primer servicio de teléfonos de la zona a la estación.

### sigloXX
Ya para 1958 la estación era considerada un paradero.

### sigloXXI
La nueva estación comenzó a operar el 27 de junio de 2002, con el objetivo de acortar los tiempos de viaje hacia el zoológico Buin Zoo, reduciendo el trayecto desde la Estación Central a tan solo 25 minutos. Su inauguración contó con el apoyo de la empresa de retail La Polar, mientras que la construcción de la estación fue respaldada por la Municipalidad de Buin. Por su parte, la Empresa de los Ferrocarriles del Estado (EFE) otorgó la concesión de la estación al Buin Zoo.
En 2005, se incorporaron nuevas instalaciones, incluyendo boleterías, espacios confinados, techado y un sistema de iluminación para los andenes, como parte del programa de mejoramiento del servicio Metrotren.

## Infraestructura
El antiguo edificio de la estación se encuentra ubicado al oeste de la estructura nueva, junto a la Ruta 5; el inmueble aún permanece en pie y en buen estado de conservación. Construido con madera y adobe, destaca por una distintiva cúpula de vidrio en el segundo nivel. Actualmente, es utilizado como bodega privada.

## Servicios

### Actuales
Actualmente la estación es punto de detención para los servicios del tren Rancagua-Estación Central y tren San Fernando-Estación Central.